# Marcel Jeanson
Pour les articles homonymes, voir Jeanson.
Marcel Jeanson (1885-1942) est un industriel et collectionneur français. Il est le frère de Maurice Jeanson, fondateur des automobiles Benjamin

## Biographie
Industriel et collectionneur, c'est un bibliophile célèbre pour sa bibliothèque (bibliothèque cynégétique) consacrée à la chasse. Il fit réaliser par Roger Reboussin un ensemble de 388 gouaches représentant tous les oiseaux de France,,. 
- Un catalogue de vente Sotheby's publié en 1987 décrits 598 numéros de sa collection.
- Un catalogue de vente Christie's publié en 2000 décrits 239 numéros de sa collection. Le produit de cette vente fut de 1 696 195 £ pour lots vendus.
- Un catalogue de vente de Maître Olivier Doutrebente publié en 2005 décrit un certain nombre de lots provenant de cette collection. À signaler une aquarelle gouachée  de Jacques Barraband représentant un Perroquet lori à collier jaune qui fut adjugée pour 389 202 €.

## Distinctions
- Croix de guerre 1914–1918 (3 citations)
- Croix de Saint-Georges, 4e classe